# 大麻町
大麻町（おおあさちょう）は、かつて徳島県板野郡にあった町。
現在の鳴門市大麻町（萩原・三俣・川崎・津慈・桧・板東・姫田・大谷・池谷・松村・高畑・牛屋島・東馬詰・中馬詰・西馬詰・市場）。

## 地理
讃岐山脈東端近くに位置し、北部は主峰・大麻山・天円山を含む山地、南部は吉野川下流の沖積平野、その中間部は大谷川、板東谷川、樋殿谷川などの複合扇状地からなる。役場は字大谷字井利の旧堀江町役場をあてた。
- 山：大麻山
- 川：大谷川、板東谷川、樋殿谷川、寺前谷川

## 沿革
- 1959年（昭和34年）4月1日 - 板東町・堀江町が合併し大麻町が発足。
- 1967年（昭和42年）1月1日 - 鳴門市に編入され消滅。

## 観光地
大麻山県立自然公園
- 大麻山
- 大麻比古神社
- ドイツ橋

## 出身者
- 板東英二（元中日ドラゴンズ投手、タレント）
- 板東里視（元近鉄バファローズ投手）